# 1956年メルボルンオリンピックのベルギー選手団
1956年メルボルンオリンピックのベルギー選手団（1956ねんメルボルンオリンピックのベルギーせんしゅだん）は、1956年11月22日から12月8日にかけてオーストラリアのメルボルンで開催された1956年メルボルンオリンピックのベルギー選手団、およびその競技結果。

## 概要
今大会は銀メダル2個、合計2個のメダルを獲得した。

## メダル
| メダル | 選手名           | 競技       | 種目                     |
| ------ | ---------------- | ---------- | ------------------------ |
| 銀     | アンドレ・ネリス | セーリング | フィン級                 |
| 銀     | Joseph Mewis     | レスリング | フリースタイルフェザー級 |